# Klára Koukalová
Klára Koukalová, née le 24 février 1982 à Prague, est une joueuse de tennis tchèque, professionnelle entre 1999 et 2016. Elle est également connue sous son ancien nom marital, Klára Zakopalová, mais son divorce en 2014 la conduit à reprendre officiellement le nom de Klára Koukalová.
En 2003, à l'occasion de sa première participation dans le tableau principal d'un tournoi du Grand Chelem, elle atteint le 3e tour à l'Open d'Australie, ce qui restera longtemps sa meilleure performance dans un des quatre Majeurs. Ce n'est qu'en 2010 qu'elle fera mieux, avec un huitième de finale à Wimbledon.

## Carrière
Koukalová fait ses débuts au Grand Chelem lors de l'Open de l'Australie en 2003, battant la Russe Maria Sharapova lors du premier tour puis Monica Seles, tête de série n° 6 au deuxième tour. La course de Koukalová se termine cependant lors du troisième tour.
Durant sa carrière, Klára Koukalová a remporté trois titres WTA en simple, les deux premiers en 2005 avec l'Ordina Open de Bois-le-Duc (Pays-Bas) et le Banka Koper Slovenia Open de Portorož (Slovénie), puis le dernier en 2014 à Florianópolis. Elle a également perdu douze autres finales.
Elle prend officiellement sa retraite pour raisons de santé en 2016.

## Palmarès

### Titres en simple dames
| No | Date       | Nom et lieu du tournoi           | Catégorie | Dotation  | Surface      | Finaliste          | Score         |          |
| -- | ---------- | -------------------------------- | --------- | --------- | ------------ | ------------------ | ------------- | -------- |
| 1  | 13-06-2005 | Ordina Open, Bois-le-Duc         | Tier III  | 170 000 $ | Gazon (ext.) | Lucie Šafářová     | 3-6, 6-2, 6-2 | Parcours |
| 2  | 19-09-2005 | Slovenia Open, Portorož          | Tier IV   | 140 000 $ | Dur (ext.)   | Katarina Srebotnik | 6-2, 4-6, 6-3 | Parcours |
| 3  | 24-02-2014 | Brasil Tennis Cup, Florianópolis | Intern'l  | 250 000 $ | Dur (ext.)   | Garbiñe Muguruza   | 4-6, 7-5, 6-0 | Parcours |

### Finales en simple dames
| No | Date       | Nom et lieu du tournoi                | Catégorie | Dotation  | Surface      | Vainqueure         | Score         |          |
| -- | ---------- | ------------------------------------- | --------- | --------- | ------------ | ------------------ | ------------- | -------- |
| 1  | 13-05-2001 | TennisCup Vlaanderen, Anvers          | Tier V    | 110 000 $ | Terre (ext.) | Barbara Rittner    | 6-3, 6-2      | Parcours |
| 2  | 08-07-2002 | GP Princesse Lalla Meryem, Casablanca | Tier V    | 110 000 $ | Terre (ext.) | Patricia Wartusch  | 5-7, 6-3, 6-3 | Parcours |
| 3  | 28-07-2003 | Idea Prokom Open, Sopot               | Tier III  | 300 000 $ | Terre (ext.) | Anna Smashnova     | 6-2, 6-0      | Parcours |
| 4  | 14-06-2004 | Ordina Open, Bois-le-Duc              | Tier III  | 170 000 $ | Gazon (ext.) | Mary Pierce        | 7-6, 6-2      | Parcours |
| 5  | 09-08-2004 | Idea Prokom Open, Sopot               | Tier III  | 300 000 $ | Terre (ext.) | Flavia Pennetta    | 7-5, 3-6, 6-3 | Parcours |
| 6  | 18-07-2005 | Internazionali Femminili, Palerme     | Tier IV   | 140 000 $ | Terre (ext.) | Anabel Medina      | 6-4, 6-0      | Parcours |
| 7  | 11-02-2008 | Coupe Cachantún, Viña del Mar         | Tier III  | 200 000 $ | Terre (ext.) | Flavia Pennetta    | 6-4, 5-4, ab. | Parcours |
| 8  | 02-08-2010 | Sony Ericsson Open, Copenhague        | Intern'l  | 220 000 $ | Dur (int.)   | Caroline Wozniacki | 6-2, 7-65     | Parcours |
| 9  | 20-09-2010 | Hansol Korea Open, Séoul              | Intern'l  | 220 000 $ | Dur (ext.)   | Alisa Kleybanova   | 6-1, 6-3      | Parcours |
| 10 | 31-12-2012 | Longgang Gemdale Open, Shenzhen       | Intern'l  | 500 000 $ | Dur (ext.)   | Li Na              | 6-3, 1-6, 7-5 | Parcours |
| 11 | 05-01-2014 | Hobart International, Hobart          | Intern'l  | 250 000 $ | Dur (ext.)   | Garbiñe Muguruza   | 6-4, 6-0      | Parcours |
| 12 | 17-02-2014 | Rio Open, Rio de Janeiro              | Intern'l  | 250 000 $ | Terre (ext.) | Kurumi Nara        | 6-1, 4-6, 6-1 | Parcours |

### Titres en double dames
| No | Date       | Nom et lieu du tournoi      | Catégorie | Dotation  | Surface      | Partenaire          | Finalistes                         | Score             |          |
| -- | ---------- | --------------------------- | --------- | --------- | ------------ | ------------------- | ---------------------------------- | ----------------- | -------- |
| 1  | 13-06-2011 | Unicef Open Bois-le-Duc     | Intern'l  | 220 000 $ | Gazon (ext.) | Barbora Z. Strýcová | Dominika Cibulková Flavia Pennetta | 1-6, 6-4, [10-7]  | Parcours |
| 2  | 15-07-2013 | Swedish Open Båstad         | Intern'l  | 235 000 $ | Terre (ext.) | Anabel Medina       | Alexandra Dulgheru Flavia Pennetta | 6-1, 6-4          | Parcours |
| 3  | 30-12-2013 | Shenzhen Open Shenzhen      | Intern'l  | 500 000 $ | Dur (ext.)   | Monica Niculescu    | Lyudmyla Kichenok Nadiia Kichenok  | 6-3, 6-4          | Parcours |
| 4  | 05-01-2014 | Hobart International Hobart | Intern'l  | 250 000 $ | Dur (ext.)   | Monica Niculescu    | Lisa Raymond Zhang Shuai           | 6-2, 6-75, [10-8] | Parcours |

### Finales en double dames
| No | Date       | Nom et lieu du tournoi                | Catégorie | Dotation    | Surface         | Vainqueures                           | Partenaire        | Score            |          |
| -- | ---------- | ------------------------------------- | --------- | ----------- | --------------- | ------------------------------------- | ----------------- | ---------------- | -------- |
| 1  | 17-09-2001 | Challenge Bell Québec                 | Tier III  | 170 000 $   | Moquette (int.) | Samantha Reeves Adriana Serra Zanetti | Alena Vašková     | 7-5, 4-6, 6-3    | Parcours |
| 2  | 20-07-2009 | Slovenia Open Portorož                | Intern'l  | 220 000 $   | Dur (ext.)      | Julia Görges Vladimíra Uhlířová       | Camille Pin       | 6-4, 6-2         | Parcours |
| 3  | 19-10-2009 | Kremlin Cup Moscou                    | Premier   | 1 000 000 $ | Dur (int.)      | Maria Kirilenko Nadia Petrova         | Maria Kondratieva | 6-2, 6-2         | Parcours |
| 4  | 11-07-2011 | XXIV Internazionali Femminili Palerme | Intern'l  | 220 000 $   | Terre (ext.)    | Sara Errani Roberta Vinci             | Andrea Hlaváčková | 7-5, 6-1         | Parcours |
| 5  | 17-06-2013 | AEGON International Eastbourne        | Premier   | 690 000 $   | Gazon (ext.)    | Nadia Petrova Katarina Srebotnik      | Monica Niculescu  | 6-3, 6-3         | Parcours |
| 6  | 07-04-2014 | Katowice Open Katowice                | Intern'l  | 250 000 $   | Dur (int.)      | Yuliya Beygelzimer Olga Savchuk       | Monica Niculescu  | 6-4, 5-7, [10-7] | Parcours |

## Parcours en Grand Chelem

### En simple dames
| Année | Open d'Australie                                     | Open d'Australie                                | Internationaux de France                                 | Internationaux de France                             | Wimbledon       | Wimbledon           | US Open                                              | US Open             |
| ----- | ---------------------------------------------------- | ----------------------------------------------- | -------------------------------------------------------- | ---------------------------------------------------- | --------------- | ------------------- | ---------------------------------------------------- | ------------------- |
| 2001  | Q1 \|\| style="text-align:left" \| Ľudmila Cervanová | Q2 \|\| style="text-align:left" \| Sandra Načuk | Q2 \|\| style="text-align:left" \| Nirupama Vaidyanathan | Q1 \|\| style="text-align:left" \| Mirjana Lučić     |                 |                     |                                                      |                     |
| 2002  | Q2 \|\| style="text-align:left" \| Bahia Mouhtassine | Q1 \|\| style="text-align:left" \| Liezel Huber | Q1 \|\| style="text-align:left" \| Patricia Wartusch     | Q1 \|\| style="text-align:left" \| Mirjana Lučić     |                 |                     |                                                      |                     |
| 2003  | 3e tour (1/16)                                       | Meghann Shaughnessy                             | 1er tour (1/64)                                          | Tina Pisnik                                          | 1er tour (1/64) | Denisa Chládková    | 1er tour (1/64)                                      | Arantxa Parra       |
| 2004  | 1er tour (1/64)                                      | Anna Smashnova                                  | 2e tour (1/32)                                           | Anna Smashnova                                       | 2e tour (1/32)  | Ai Sugiyama         | 1er tour (1/64)                                      | Francesca Schiavone |
| 2005  | 2e tour (1/32)                                       | Lisa Raymond                                    | 2e tour (1/32)                                           | Anna Chakvetadze                                     | 1er tour (1/64) | Laura Granville     | 1er tour (1/64)                                      | Vania King          |
| 2006  | 1er tour (1/64)                                      | Ekaterina Bychkova                              | 1er tour (1/64)                                          | Tathiana Garbin                                      | 1er tour (1/64) | Nicole Vaidišová    | 1er tour (1/64)                                      | Lindsay Davenport   |
| 2007  | 1er tour (1/64)                                      | Samantha Stosur                                 | Q2 \|\| style="text-align:left" \| Mariya Koryttseva     | Q3 \|\| style="text-align:left" \| Jorgelina Cravero | 1er tour (1/64) | Svetlana Kuznetsova |                                                      |                     |
| 2008  | 1er tour (1/64)                                      | Hsieh Su-Wei                                    | 2e tour (1/32)                                           | Émilie Loit                                          | 1er tour (1/64) | Urszula Radwańska   | 1er tour (1/64)                                      | Victoria Azarenka   |
| 2009  | 1er tour (1/64)                                      | Samantha Stosur                                 | 1er tour (1/64)                                          | Serena Williams                                      | 1er tour (1/64) | M. L. de Brito      | Q3 \|\| style="text-align:left" \| Mariya Koryttseva |                     |
| 2010  | 1er tour (1/64)                                      | Sara Errani                                     | 2e tour (1/32)                                           | Justine Henin                                        | 4e tour (1/8)   | Kaia Kanepi         | 1er tour (1/64)                                      | Virginie Razzano    |
| 2011  | 2e tour (1/32)                                       | Lucie Šafářová                                  | 1er tour (1/64)                                          | Chan Yung-Jan                                        | 3e tour (1/16)  | Maria Sharapova     | 1er tour (1/64)                                      | Irina Falconi       |
| 2012  | 1er tour (1/64)                                      | A. Pavlyuchenkova                               | 4e tour (1/8)                                            | Maria Sharapova                                      | 3e tour (1/16)  | Francesca Schiavone | 1er tour (1/64)                                      | Andrea Hlaváčková   |
| 2013  | 2e tour (1/32)                                       | Kirsten Flipkens                                | 1er tour (1/64)                                          | Kaia Kanepi                                          | 3e tour (1/16)  | Li Na               | 1er tour (1/64)                                      | Hsieh Su-Wei        |
| 2014  | 1er tour (1/64)                                      | Samantha Stosur                                 | 1er tour (1/64)                                          | M. T. Torró Flor                                     | 2e tour (1/32)  | Madison Keys        | 1er tour (1/64)                                      | Petra Cetkovská     |
| 2015  | 2e tour (1/32)                                       | Julia Görges                                    | 1er tour (1/64)                                          | Danka Kovinić                                        | 1er tour (1/64) | Ajla Tomljanović    | 1er tour (1/64)                                      | Madison Keys        |
| 2016  | 1er tour (1/64)                                      | Nicole Gibbs                                    | Q3 \|\| style="text-align:left" \| Çağla Büyükakçay      | Q1 \|\| style="text-align:left" \| Stephanie Vogt    | —               | —                   |                                                      |                     |

À droite du résultat, l’ultime adversaire.

### En double dames
| Année | Open d'Australie              | Open d'Australie           | Internationaux de France      | Internationaux de France   | Wimbledon                    | Wimbledon                     | US Open                        | US Open                     |
| ----- | ----------------------------- | -------------------------- | ----------------------------- | -------------------------- | ---------------------------- | ----------------------------- | ------------------------------ | --------------------------- |
| 2005  | -                             | -                          | 1er tour (1/32) Ľ. Cervanová  | I. Benešová Květa Peschke  | 1er tour (1/32) Ľ. Cervanová | S. Kuznetsova A. Mauresmo     | 1er tour (1/32) L. Šafářová    | C. Morariu P. Schnyder      |
| 2006  | 1er tour (1/32) L. Šafářová   | M. Camerin T. Garbin       | 1er tour (1/32) L. Šafářová   | Cara Black Rennae Stubbs   | 1er tour (1/32) V. Uhlířová  | Li Na Peng Shuai              | 1er tour (1/32) Martina Suchá  | A. Bondarenko K. Bondarenko |
| 2007  | -                             | -                          | -                             | -                          | 1er tour (1/32) Hana Šromová | A.-L. Grönefeld Tatjana Malek | 1er tour (1/32) N. Grandin     | T. Garbin Shahar Peer       |
| 2008  | 2e tour (1/16) Navrátilová    | L. Davenport D. Hantuchová | 1er tour (1/32) Darya Kustova | S. Lefèvre Aurélie Védy    | 1er tour (1/32) Navrátilová  | Émilie Loit P. Parmentier     | 1er tour (1/32) B. Z. Strýcová | T. Poutchek An. Rodionova   |
| 2009  | 1er tour (1/32) Eva Hrdinová  | Yan Zi Zheng Jie           | -                             | -                          | -                            | -                             | -                              | -                           |
| 2010  | -                             | -                          | 1er tour (1/32) Riza Zalameda | Dinara Safina Ágnes Szávay | 2e tour (1/16) M. Rybáriková | Amanmuradova K. Barrois       | 2e tour (1/16) J. Gajdošová    | Vania King Y. Shvedova      |
| 2011  | 2e tour (1/16) J. Gajdošová   | Julia Görges Lisa Raymond  | 2e tour (1/16) J. Gajdošová   | Chan Yung-Jan M. Niculescu | 2e tour (1/16) J. Gajdošová  | Květa Peschke K. Srebotnik    | 1er tour (1/32) Eva Birnerová  | I.-C. Begu Simona Halep     |
| 2012  | 1er tour (1/32) M. Rybáriková | A. Hlaváčková L. Hradecká  | 3e tour (1/8) R. Voráčová     | Květa Peschke K. Srebotnik | 1er tour (1/32) R. Voráčová  | Darija Jurak K. Marosi        | 2e tour (1/16) R. Voráčová     | Julia Görges Květa Peschke  |
| 2013  | 1er tour (1/32) J. Gajdošová  | Hsieh Su-Wei Peng Shuai    | 1er tour (1/32) R. Voráčová   | C. Castaño K. Marosi       | 1er tour (1/32) R. Voráčová  | Liezel Huber Sania Mirza      | 1er tour (1/32) I.-C. Begu     | K. Marosi Megan Moulton     |
| 2014  | 2e tour (1/16) M. Niculescu   | Cara Black Sania Mirza     | 2e tour (1/16) M. Niculescu   | A. Petkovic M. Rybáriková  | 2e tour (1/16) M. Niculescu  | G. Muguruza Carla Suárez      | 3e tour (1/8) J. Janković      | Cara Black Sania Mirza      |
| 2015  | 1er tour (1/32) S. Vögele     | Chan Yung-Jan Zheng Jie    | 1er tour (1/32) T. Smitková   | Annika Beck Shahar Peer    | 1er tour (1/32) T. Pironkova | V. Dushevina M. J. Martínez   | 1er tour (1/32) Liang Chen     | D. Cibulková M. Rybáriková  |

Sous le résultat, la partenaire ; à droite, l’ultime équipe adverse.

### En double mixte
| Année | Open d'Australie | Open d'Australie | Internationaux de France  | Internationaux de France   | Wimbledon                   | Wimbledon               | US Open                     | US Open                  |
| ----- | ---------------- | ---------------- | ------------------------- | -------------------------- | --------------------------- | ----------------------- | --------------------------- | ------------------------ |
| 2011  | -                | -                | 1er tour (1/16) F. Čermák | Rennae Stubbs Marcelo Melo | -                           | -                       | -                           | -                        |
| 2014  | -                | -                | -                         | -                          | 1er tour (1/32) Lukáš Rosol | B. Bencic Martin Kližan | 1er tour (1/16) J. Levinský | Melanie Oudin Rajeev Ram |

Sous le résultat, le partenaire ; à droite, l’ultime équipe adverse.

## Parcours en «Premier Mandatory» et «Premier 5»
Les tournois WTA « Premier Mandatory » et « Premier 5 » constituent les catégories d'épreuves les plus prestigieuses, après les quatre levées du Grand Chelem.

### En simple dames
| Année |              | Premier Mandatory           | Premier Mandatory             | Premier Mandatory            | Premier Mandatory           |       | Premier 5 | Premier 5                    | Premier 5  | Premier 5                    | Premier 5                     | Premier 5 | Premier 5                     |
| Année | Indian Wells | Miami                       | Madrid                        | Pékin                        |                             | Dubaï | Rome      | Canada                       | Cincinnati |                              | Tokyo                         |           |                               |
| Année | Indian Wells | Miami                       | Madrid                        | Pékin                        |                             | Doha  | Rome      | Canada                       | Cincinnati |                              | Wuhan                         |           |                               |
| Année | Indian Wells | Miami                       | Madrid                        | Pékin                        |                             |       | Rome      | Canada                       | Cincinnati |                              |                               |           |                               |
| 2009  |              | 1er tour (1/64) K. Barrois  | 1er tour (1/64) T. Garbin     |                              |                             |       |           |                              |            |                              |                               |           |                               |
| 2010  |              |                             |                               | 2e tour (1/16) A. Rezaï      | 1er tour (1/32) J. Janković |       |           |                              |            | 2e tour (1/16) E. Dementieva |                               |           | 1er tour (1/32) C. Vandeweghe |
| 2011  |              | 2e tour (1/32) U. Radwańska | 3e tour (1/16) J. Janković    | 1er tour (1/32) S. Errani    | 2e tour (1/16) V. Zvonareva |       |           | 2e tour (1/16) F. Pennetta   |            | 1er tour (1/32) G. Arn       | 1er tour (1/32) L. Šafářová   |           | 3e tour (1/8) V. Azarenka     |
| 2012  |              | 4e tour (1/8) Li N.         | 1er tour (1/64) V. Savinykh   | 2e tour (1/16) M. Sharapova  |                             |       |           | 1er tour (1/32) A. Medina    |            |                              | 1er tour (1/32) A. Tatishvili |           | 2e tour (1/16) L. Šafářová    |
| 2013  |              | 4e tour (1/8) P. Kvitová    | 4e tour (1/8) M. Sharapova    | 1er tour (1/32) M. Kirilenko | 1er tour (1/32) L. Robson   |       |           | 3e tour (1/8) M. Sharapova   |            | 2e tour (1/16) S. Errani     | 1er tour (1/32) L. Davis      |           | 1er tour (1/32) M. T. Torró   |
| 2014  |              | 2e tour (1/32) Ka. Plíšková | 2e tour (1/32) C. Garcia      | 1er tour (1/32) M. Sharapova | 1er tour (1/32) Z. Diyas    |       |           | 3e tour (1/8) A. Kerber      |            | 2e tour (1/16) C. Wozniacki  | 1er tour (1/32) T. Townsend   |           | 1er tour (1/32) Z. Diyas      |
| 2015  |              | 2e tour (1/32) M. Keys      | 1er tour (1/64) K. Mladenovic |                              |                             |       |           | 1er tour (1/32) T. Pironkova |            |                              |                               |           |                               |

Sous le résultat, l’ultime adversaire.

### En double dames
| Année                     | Premier Mandatory | Premier Mandatory         | Premier Mandatory      | Premier Mandatory       | Premier Mandatory | Premier Mandatory       | Premier Mandatory | Premier Mandatory         | Premier 5      | Premier 5                  | Premier 5         | Premier 5 | Premier 5 | Premier 5                    | Premier 5       | Premier 5                 | Premier 5            | Premier 5                 | Premier 5   | Premier 5 | Premier 5 | Premier 5 |
| Année                     | Indian Wells      | Indian Wells              | Miami                  | Miami                   | Madrid            | Madrid                  | Pékin             | Pékin                     | Dubaï          | Dubaï                      | Doha              | Doha      | Rome      | Rome                         | Canada          | Canada                    | Cincinnati           | Cincinnati                | Tokyo       | Tokyo     | Wuhan     | Wuhan     |
| ------------------------- | ----------------- | ------------------------- | ---------------------- | ----------------------- | ----------------- | ----------------------- | ----------------- | ------------------------- | -------------- | -------------------------- | ----------------- | --------- | --------- | ---------------------------- | --------------- | ------------------------- | -------------------- | ------------------------- | ----------- | --------- | --------- | --------- |
| 2010                      |                   |                           |                        |                         |                   |                         |                   |                           |                |                            |                   |           |           |                              |                 |                           |                      |                           |             |           |           |           |
| —                         | —                 | —                         | —                      | —                       | —                 | 1er tour (1/16) Lefèvre | Grandin Hsieh     | —                         | —              |                            |                   | —         | —         | —                            | —               | —                         | —                    | —                         | —           |           |           |           |
| 2011                      |                   |                           |                        |                         |                   |                         |                   |                           |                |                            |                   |           |           |                              |                 |                           |                      |                           |             |           |           |           |
| —                         | —                 | —                         | —                      | —                       | —                 | 2e tour (1/8) Martínez  | Peng Zheng        | 1er tour (1/16) Gajdošová | Huber Martínez |                            |                   | —         | —         | 1er tour (1/16) Kudryavtseva | Niculescu Peer  | 1er tour (1/16) Barrois   | Grandin Uhlířová     | 1er tour (1/8) Rybáriková | Chan Görges |           |           |           |
| 2012                      |                   |                           |                        |                         |                   |                         |                   |                           |                |                            |                   |           |           |                              |                 |                           |                      |                           |             |           |           |           |
| —                         | —                 | 1er tour (1/16) Gajdošová | Llagostera Parra       | —                       | —                 | —                       | —                 |                           |                | 2e tour (1/8) Kudryavtseva | Görges Zheng      | —         | —         | —                            | —               | 1er tour (1/16) Gajdošová | Cibulková Hantuchová | —                         | —           |           |           |           |
| 2013                      |                   |                           |                        |                         |                   |                         |                   |                           |                |                            |                   |           |           |                              |                 |                           |                      |                           |             |           |           |           |
| —                         | —                 | —                         | —                      | —                       | —                 | —                       | —                 |                           |                | 2e tour (1/8) Paszek       | Petrova Srebotnik | —         | —         | 1er tour (1/16) Soler        | Begu Govortsova | —                         | —                    | —                         | —           |           |           |           |
| 2014                      |                   |                           |                        |                         |                   |                         |                   |                           |                |                            |                   |           |           |                              |                 |                           |                      |                           |             |           |           |           |
| 1er tour (1/16) Niculescu | Erakovic Martić   | 2e tour (1/8) Niculescu   | Kudryavtseva Rodionova | 2e tour (1/8) Niculescu | Kops-Jones Spears |                         |                   |                           |                | 1/4 de finale Niculescu    | Hsieh Peng        |           |           |                              |                 |                           |                      |                           |             |           |           |           |

N.B. : le nom de la partenaire se trouve sous le résultat ; le nom des ultimes adversaires se trouve à droite.

## Parcours aux Jeux olympiques

### En simple dames
| # | Date       | Nom de l'olympiade             | Surface      | Résultat        | Ultime adversaire      | Score         |          |
| - | ---------- | ------------------------------ | ------------ | --------------- | ---------------------- | ------------- | -------- |
| 1 | 15/08/2004 | Olympic Tennis Event Athènes   | Dur (ext.)   | 1er tour (1/32) | Magdalena Maleeva      | 6-1, 6-4      | Parcours |
| 2 | 11/08/2008 | Olympic Tennis Event Pékin     | Dur (ext.)   | 1er tour (1/32) | Nuria Llagostera Vives | 2-6, 6-3, 7-5 | Parcours |
| 3 | 28/07/2012 | Olympic Tennis Event Wimbledon | Gazon (ext.) | 1er tour (1/32) | Francesca Schiavone    | 6-3, 3-6, 6-4 | Parcours |

## Parcours en Fed Cup
| #                                                                               | Date       | Lieu    | Surface      | Gagnante(s)                        | Perdante(s)                    | Score          |          |
|                                                                                 |            |         |              |                                    |                                |                |          |
| 2002 - 1er tour (groupe mondial) - Croatie - République tchèque - 3 : 2         |            |         |              |                                    |                                |                |          |
| 1                                                                               | 27/04/2002 | Bol     | Terre (ext.) | Klára Koukalová                    | Iva Majoli                     | 6-4, 6-1       | Parcours |
|                                                                                 |            |         |              |                                    |                                |                |          |
| 2002 - Barrage (groupe mondial I) - République tchèque - Canada - 5 : 0         |            |         |              |                                    |                                |                |          |
| 2                                                                               | 20/07/2002 | Přerov  | Terre (ext.) | Klára Koukalová                    | Marie-Ève Pelletier            | 4-6, 6-3, 6-4  | Parcours |
| 2                                                                               | 20/07/2002 | Přerov  | Terre (ext.) | Klára Koukalová                    | Jana Nejedly                   | 6-3, 6-3       | Parcours |
|                                                                                 |            |         |              |                                    |                                |                |          |
| 2003 - 1er tour (groupe mondial) - États-Unis - République tchèque - 5 : 0      |            |         |              |                                    |                                |                |          |
| 3                                                                               | 26/04/2003 | Lowell  | Dur (int.)   | Serena Williams                    | Klára Koukalová                | 6-2, 6-2       | Parcours |
|                                                                                 |            |         |              |                                    |                                |                |          |
| 2003 - Barrage (groupe mondial I) - Afrique du Sud - République tchèque - 1 : 4 |            |         |              |                                    |                                |                |          |
| 4                                                                               | 19/07/2003 | Durban  | Dur (ext.)   | Klára Koukalová                    | Natalie Grandin                | 7-5, 6-3       | Parcours |
| 4                                                                               | 19/07/2003 | Durban  | Dur (ext.)   | Klára Koukalová                    | Amanda Coetzer                 | 6-4, 7-5       | Parcours |
| 4                                                                               | 19/07/2003 | Durban  | Dur (ext.)   | Klára Koukalová Barbora Strýcová   | Natalie Grandin Nicole Rencken | 2-6, 6-4, 6-1  | Parcours |
|                                                                                 |            |         |              |                                    |                                |                |          |
| 2004 - 1er tour (groupe mondial) - Italie - République tchèque - 3 : 1          |            |         |              |                                    |                                |                |          |
| 5                                                                               | 24/04/2004 | Lecce   | Terre (ext.) | Silvia Farina                      | Klára Koukalová                | 6-3, 7-66      | Parcours |
| 5                                                                               | 24/04/2004 | Lecce   | Terre (ext.) | Francesca Schiavone                | Klára Koukalová                | 1-6, 6-2, 6-2  | Parcours |
|                                                                                 |            |         |              |                                    |                                |                |          |
| 2004 - Barrage (groupe mondial I) - Estonie - République tchèque - 2 : 3        |            |         |              |                                    |                                |                |          |
| 6                                                                               | 10/07/2004 | Tallinn | Terre (ext.) | Margit Ruutel                      | Klára Koukalová                | 7-5, 5-7, 6-2  | Parcours |
| 6                                                                               | 10/07/2004 | Tallinn | Terre (ext.) | Klára Koukalová                    | Maret Ani                      | 7-5, 6-4       | Parcours |
|                                                                                 |            |         |              |                                    |                                |                |          |
| 2006 - 1er tour (groupe mondial II) - Thaïlande - République tchèque - 1 : 4    |            |         |              |                                    |                                |                |          |
| 7                                                                               | 22/04/2006 | Bangkok | Dur (ext.)   | Klára Koukalová                    | Montinee Tangphong             | 6-2, 7-65      | Parcours |
|                                                                                 |            |         |              |                                    |                                |                |          |
| 2014 - 1er tour (groupe mondial) - Espagne - République tchèque - 2 : 3         |            |         |              |                                    |                                |                |          |
| 8                                                                               | 08/02/2014 | Séville | Terre (ext.) | Klára Zakopalová                   | M. T. Torró Flor               | 6-3, 2-6, 6-1  | Parcours |
| 8                                                                               | 08/02/2014 | Séville | Terre (ext.) | Carla Suárez Navarro               | Klára Zakopalová               | 1-6, 6-3, 6-3  | Parcours |
|                                                                                 |            |         |              |                                    |                                |                |          |
| 2014 - 1/2 finale (groupe mondial) - République tchèque - Italie - 4 : 0        |            |         |              |                                    |                                |                |          |
| 9                                                                               | 19/04/2014 | Ostrava | Dur (int.)   | Andrea Hlaváčková Klára Zakopalová | Camila Giorgi Karin Knapp      | 6-2, 5-7, 11-9 | Parcours |

## Classements WTA en fin de saison
| Année          | 1998 | 1999 | 2000 | 2001 | 2002 | 2003 | 2004 | 2005 | 2006 | 2007 | 2008 | 2009 | 2010 | 2011 | 2012 | 2013 | 2014 | 2015 | 2016 |
| Rang           | 708  | 479  | 183  | 138  | 120  | 62   | 46   | 36   | 125  | 62   | 75   | 95   | 41   | 41   | 28   | 35   | 41   | 106  | 399  |
| Rang en double | 204  | 204  | 204  | 204  | 812  | -    | -    | 836  | 813  | 675  | 223  | 113  | 114  | 52   | 76   | 76   | 37   | 127  | -    |

Source : (en) Classements de Klára Koukalová sur le site officiel de la Fédération internationale de tennis

## Vie privée
Klára Koukalová épouse le footballeur tchèque Jan Zakopal le 6 juin 2006. Ils divorcent en janvier 2014. De juin 2006 à mars 2014, elle a utilisé son nom de femme mariée Zakopalová en compétition, revenant à Koukalová en avril 2014.